# Finlandia na Zimowych Igrzyskach Paraolimpijskich 1992
Finlandię na Zimowych Igrzyskach Paraolimpijskich w 1992 roku reprezentowało 17 zawodników (14 mężczyzn i 3 kobiety) w 3 dyscyplinach. Zdobyli oni łącznie 14 medali (w tym 7 złotych), plasując swój kraj na 5. miejscu w klasyfikacji medalowej.
Był to piąty występ Finlandii na zimowych igrzyskach paraolimpijskich.

## Medaliści

### Złote Medale
| Zawodnik           | Dyscyplina        | Konkurencja                     |
| ------------------ | ----------------- | ------------------------------- |
| Jouko Grip         | Biathlon          | Bieg na 7,5 km mężczyzn (LW6/8) |
| Jouko Grip         | Biegi narciarskie | Bieg na 20 km mężczyzn (LW6/8)  |
| Kari Joki-Erkkila  | Biegi narciarskie | Bieg na 5 km mężczyzn (LW11)    |
| Kari Joki-Erkkila  | Biegi narciarskie | Bieg na 10 km mężczyzn (LW11)   |
| Kalervo Pieksämäki | Biathlon          | Bieg na 7,5 km mężczyzn (LW2,4) |
| Tanja Tervonen     | Biegi narciarskie | Bieg na 5 km kobiet (LW2-9)     |
| Tanja Tervonen     | Biegi narciarskie | Bieg na 10 km kobiet (LW2-9)    |

### Srebrne Medale
| Zawodnik                                     | Dyscyplina        | Konkurencja                          |
| -------------------------------------------- | ----------------- | ------------------------------------ |
| Jouko Grip                                   | Biegi narciarskie | Bieg na 5 km mężczyzn (LW6/8)        |
| Teuvo Ojala                                  | Biegi narciarskie | Bieg na 5 km mężczyzn (LW11)         |
| Kari Joki-Erkkila Teuvo Ojala Raimo Peltonen | Biegi narciarskie | Sztafeta 3x2,5 km mężczyzn (LW10-11) |

### Brązowe Medale
| Zawodnik           | Dyscyplina        | Konkurencja                    |
| ------------------ | ----------------- | ------------------------------ |
| Teuvo Ojala        | Biegi narciarskie | Bieg na 10 km mężczyzn (LW11)  |
| Kirsti Pennanen    | Biegi narciarskie | Bieg na 5 km kobiet (B1)       |
| Kalervo Pieksämäki | Biegi narciarskie | Bieg na 20 km mężczyzn (LW2,4) |
| Kaija Tuikkanen    | Biegi narciarskie | Bieg na 10 km kobiet (B2-3)    |

## Wyniki zawodników

### Biathlon
Objaśnienie kategorii:
- LW2 – osoby stojące; po amputacji kończyny dolnej powyżej kolana
- LW4 – osoby stojące; po amputacji kończyny dolnej poniżej kolana
- LW6/8 – osoby stojące; po amputacji kończyny górnej

#### Mężczyźni
| Zawodnik           | Konkurencja            | Czas    | Pozycja | Źródło |
| ------------------ | ---------------------- | ------- | ------- | ------ |
| Kalervo Pieksämäki | Bieg na 7,5 km (LW2,4) | 21:42.4 | złoto   | [ 3 ]  |
| Samuli Kämi        | Bieg na 7,5 km (LW2,4) | 25:13.0 | 7.      | [ 3 ]  |
| Jouko Grip         | Bieg na 7,5 km (LW6/8) | 22:19.1 | złoto   | [ 4 ]  |
| Arto Tauriainen    | Bieg na 7,5 km (LW6/8) | 25:15.8 | 5.      | [ 4 ]  |
| Heikki Miettinen   | Bieg na 7,5 km (LW6/8) | 28:58.3 | 8.      | [ 4 ]  |

### Biegi narciarskie
Objaśnienie kategorii:
- LW2 – osoby stojące; po amputacji kończyny dolnej powyżej kolana
- LW3 – osoby stojące; po amputacji obu kończyn dolnych poniżej kolana, z łagodnym porażeniem mózgowym lub po częściowej amputacji
- LW4 – osoby stojące; po amputacji kończyny dolnej poniżej kolana
- LW5/7 – osoby stojące; po amputacji obu kończyn górnych
- LW6/8 – osoby stojące; po amputacji kończyny górnej
- LW9 – osoby stojące; po częściowej lub całkowitej amputacji jednej kończyny górnej i jednej dolnej
- LW10 – osoby siedzące; paraliż z częściowym lub całkowitym brakiem równowagi w siedzeniu
- LW11 – osoby siedzące; paraliż z dobrze funkcjonującą równowagą w siedzeniu
- B1 – osoby niewidome
- B2 – osoby z funkcjonującym wzrokiem na poziomie 3-5%
- B3 – osoby z funkcjonującym wzrokiem poniżej poziomu 10%

#### Osoby stojące i siedzące

##### Mężczyźni
| Zawodnik                                                   | Konkurencja                 | Czas      | Pozycja | Źródło |
| ---------------------------------------------------------- | --------------------------- | --------- | ------- | ------ |
| Kalervo Pieksämäki                                         | Bieg na 5 km (LW2,4)        | 15:47.3   | 7.      | [ 5 ]  |
| Samuli Kämi                                                | Bieg na 5 km (LW2,4)        | 16:39.5   | 8.      | [ 5 ]  |
| Jouko Grip                                                 | Bieg na 5 km (LW6/8)        | 16:43.9   | srebro  | [ 6 ]  |
| Heikki Miettinen                                           | Bieg na 5 km (LW6/8)        | 17:23.7   | 5.      | [ 6 ]  |
| Arto Tauriainen                                            | Bieg na 5 km (LW6/8)        | 18:03.7   | 7.      | [ 6 ]  |
| Pauli Mölsä                                                | Bieg na 5 km (LW3,5/7,9)    | 22:05.1   | 7.      | [ 7 ]  |
| Raimo Peltonen                                             | Bieg na 5 km (LW10)         | 18:38.4   | 8.      | [ 8 ]  |
| Kari Joki-Erkkila                                          | Bieg na 5 km (LW11)         | 15:00.0   | złoto   | [ 9 ]  |
| Teuvo Ojala                                                | Bieg na 5 km (LW11)         | 15:22.8   | srebro  | [ 9 ]  |
| Seppo Jönsuu                                               | Bieg na 5 km (LW11)         | 16:12.5   | 4.      | [ 9 ]  |
| Kalervo Pieksämäki                                         | Bieg na 20 km (LW2,4)       | 55:31.3   | brąz    | [ 10 ] |
| Jouko Grip                                                 | Bieg na 20 km (LW6/8)       | 0:55:53.8 | złoto   | [ 11 ] |
| Arto Tauriainen                                            | Bieg na 20 km (LW6/8)       | 1:03:48.5 | 7.      | [ 11 ] |
| Pauli Mölsä                                                | Bieg na 20 km (LW3,5/7,9)   | 1:16:41.7 | 6.      | [ 12 ] |
| Raimo Peltonen                                             | Bieg na 10 km (LW10)        | 34:36.4   | 10.     | [ 13 ] |
| Kari Joki-Erkkila                                          | Bieg na 10 km (LW11)        | 27:40.6   | złoto   | [ 14 ] |
| Teuvo Ojala                                                | Bieg na 10 km (LW11)        | 27:54.5   | brąz    | [ 14 ] |
| Seppo Jönsuu                                               | Bieg na 10 km (LW11)        | 28:48.9   | 4.      | [ 14 ] |
| Jouko Grip Samuli Kämi Heikki Miettinen Kalervo Pieksämäki | Sztafeta 4x5 km (LW2-9)     | DNF       | DNF     | [ 15 ] |
| Kari Joki-Erkkila Teuvo Ojala Raimo Peltonen               | Sztafeta 3x2,5 km (LW10-11) | 24:28.0   | srebro  | [ 16 ] |

##### Kobiety
| Zawodniczka    | Konkurencja           | Czas    | Pozycja | Źródło |
| -------------- | --------------------- | ------- | ------- | ------ |
| Tanja Tervonen | Bieg na 5 km (LW2-9)  | 18:40.8 | złoto   | [ 17 ] |
| Tanja Tervonen | Bieg na 10 km (LW2-9) | 43:46.0 | złoto   | [ 18 ] |

#### Osoby niewidome i niedowidzące

##### Mężczyźni
| Zawodnik             | Konkurencja        | Czas      | Pozycja | Źródło |
| -------------------- | ------------------ | --------- | ------- | ------ |
| Ismo Alanko          | Bieg na 10 km (B2) | 32:12.7   | 4.      | [ 19 ] |
| Timo Kalevi Lahtinen | Bieg na 10 km (B3) | 31:32.1   | 6.      | [ 20 ] |
| Ismo Alanko          | Bieg na 30 km (B2) | 1:37:06.9 | 7.      | [ 21 ] |
| Timo Kalevi Lahtinen | Bieg na 30 km (B3) | 1:31:39.3 | 5.      | [ 22 ] |

##### Kobiety
| Zawodniczka     | Konkurencja          | Czas      | Pozycja | Źródło |
| --------------- | -------------------- | --------- | ------- | ------ |
| Kirsti Pennanen | Bieg na 5 km (B1)    | 22:28.7   | brąz    | [ 23 ] |
| Kaija Tuikkanen | Bieg na 5 km (B2-3)  | 19:37.0   | 4.      | [ 24 ] |
| Kirsti Pennanen | Bieg na 10 km (B1)   | 1:06:28.8 | 4.      | [ 25 ] |
| Kaija Tuikkanen | Bieg na 10 km (B2-3) | 52:39.2   | brąz    | [ 26 ] |

### Narciarstwo alpejskie
Objaśnienie kategorii:
- LW2 – osoby stojące; po amputacji kończyny dolnej powyżej kolana
- LW6/8 – osoby stojące; po amputacji kończyny górnej

#### Mężczyźni
| Zawodnik        | Konkurencja           | Czas    | Pozycja | Źródło |
| --------------- | --------------------- | ------- | ------- | ------ |
| Markku Mikkonen | Slalom Gigant (LW2)   | DNF     | DNF     | [ 27 ] |
| Markku Mikkonen | Slalom (LW2)          | 2:01.84 | 20.     | [ 28 ] |
| Kari Siponen    | Slalom Gigant (LW6/8) | DNF     | DNF     | [ 29 ] |
| Kari Siponen    | Slalom (LW6/8)        | DNF     | DNF     | [ 30 ] |